# NGC 5163
NGC 5163 is een elliptisch sterrenstelsel in het sterrenbeeld Grote Beer. Het hemelobject werd op 26 april 1789 ontdekt door de Duits-Britse astronoom William Herschel.

## Synoniemen
- UGC 8453
- MCG 9-22-62
- ZWG 271.40
- NPM1G +53.0156
- PGC 47096